# Powszechna Organizacja „Służba Polsce”

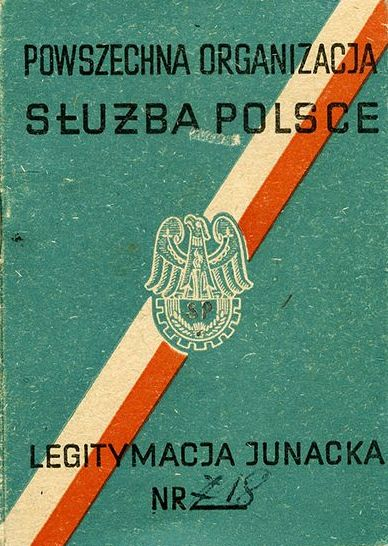
Pierwsza strona okładki legitymacji junackiej Powszechnej Organizacji „Służba Polsce” wystawionej w 1949

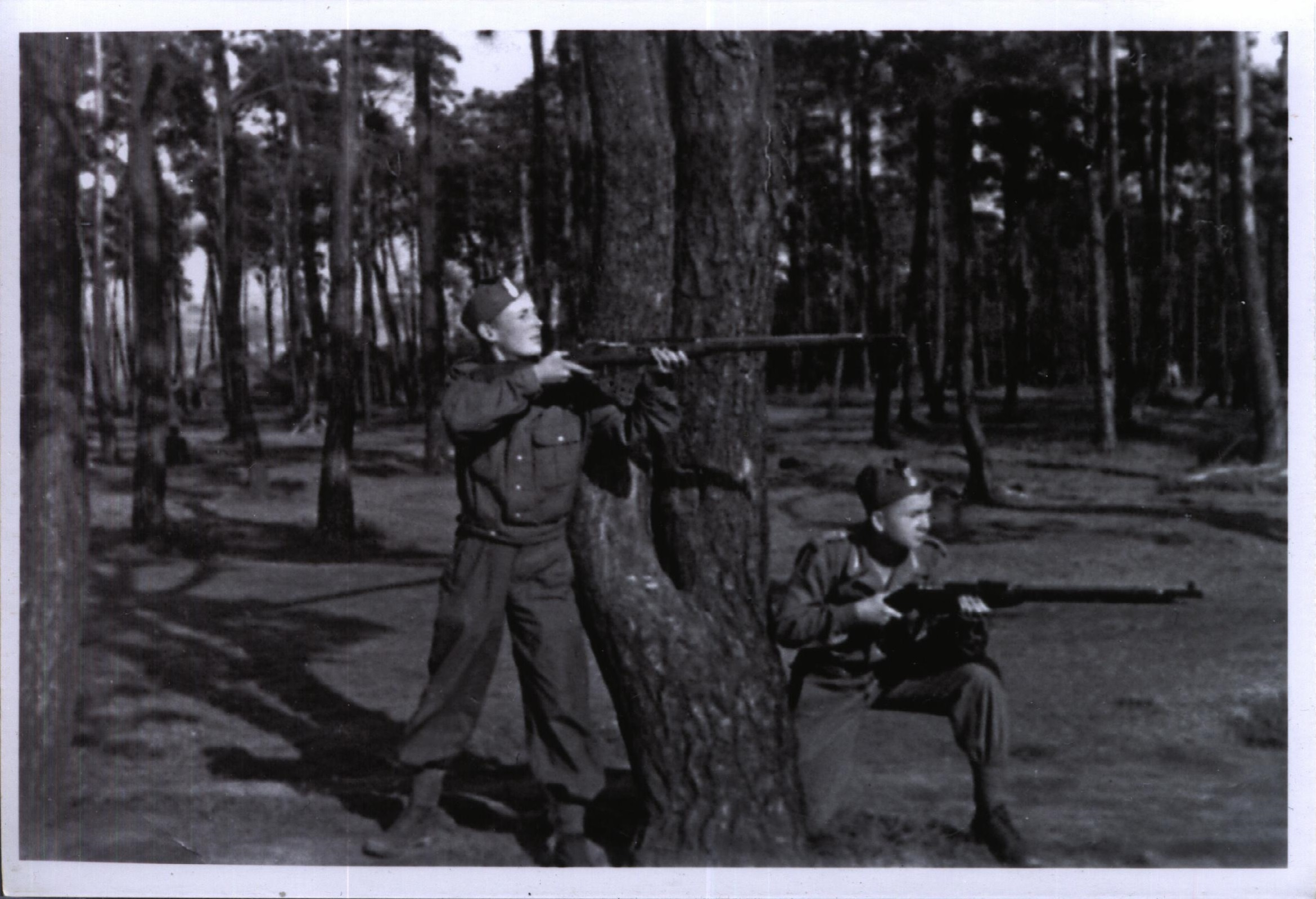
Ćwiczenia wojskowe 10 Brygady SP, 1948

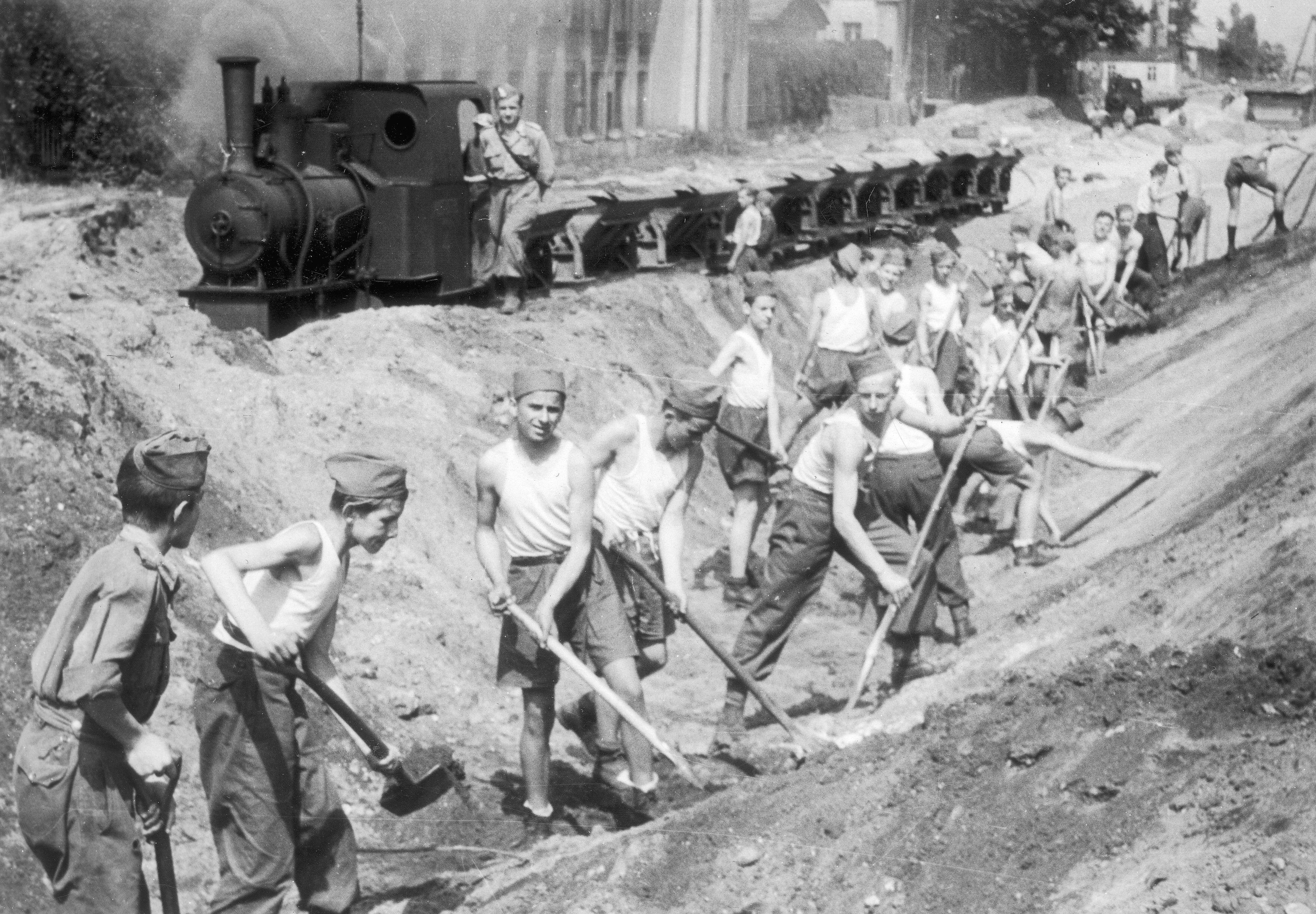
Budowa trasy W-Z. Junacy z organizacji "Służba Polsce" podczas prac ziemnych na Dworcu Wileńskim, 1948

Powszechna Organizacja „Służba Polsce” (SP) – polska państwowa organizacja paramilitarna przeznaczona dla młodzieży w wieku 16–21 lat, istniejąca od 1948 do 1955.

## Historia
Wychowanie młodego pokolenia było ważnym elementem polityki władz komunistycznych, rządzących Polską od 1945. Panowanie nad młodzieżą, w ich mniemaniu, gwarantowało trwałość nowego ustroju, nie cieszącego się zaraz po wojnie powszechną przychylnością społeczeństwa. Młode pokolenie poddawano licznym działaniom polityczno-propagandowym. Dnia 4 czerwca 1945 Sekretariat Komitetu Centralnego Polskiej Partii Robotniczej podjął uchwałę o ujęciu młodzieży od lat 15 w organizacje przysposobienia wojskowego i fizycznego. Dzięki temu stworzone zostałyby ramy organizacyjne dla formacji mającej ukształtować „nowego człowieka”, nie szczędzącego sił dla budowy komunizmu, a przy okazji przygotowywano by młodzież do służby wojskowej.

Organizacja utworzona została ustawą z 25 lutego 1948 o powszechnym obowiązku przysposobienia zawodowego, wychowania fizycznego i przysposobienia wojskowego młodzieży oraz o organizacji spraw kultury fizycznej i sportu. Artykuł 1 tej ustawy wprowadził obowiązek powszechnego przysposobienia zawodowego, wychowania fizycznego i przysposobienia wojskowego młodzieży: 

celem włączenia twórczego zapału młodego pokolenia do pracy nad rozwojem sił i bogactwa Narodu oraz celem rozszerzenia systemu wychowania narodowego, przedłużenia kształcenia i wychowania młodzieży poza okres obowiązku szkolnego.

 Dla bezpośredniego kierownictwa powszechnym przysposobieniem młodzieży utworzono powszechną organizację przysposobienia zawodowego, wychowania fizycznego i przysposobienia wojskowego młodzieży o nazwie „Służba Polsce”.
Organizacja nawiązywała do tradycji przedwojennych Junackich hufców pracy (JHP) działających w latach 1936-1939, jednak realizowała ideologiczne cele władz komunistycznych.

## Opis
Powszechny obowiązek przysposobienia zawodowego obejmował naukę, wykonywanie pracy okresowej (do 6 miesięcy przez młodzież w wieku przedpoborowym, zaś przez starszą przez okres nie dłuższy od trwania zasadniczej służby wojskowej) oraz wykonywanie pracy dorywczej, do 3 dni w ciągu miesiąca. Zwolnione od tego obowiązku były: 
- osoby uznane za niezdolne do pracy fizycznej,
- kobiety zamężne, ciężarne, karmiące lub sprawujące opiekę macierzyńską,
- osoby pełniące, bądź które odbyły zasadniczą służbę wojskową,
- jedyni żywiciele rodzin,
- osoby, utrzymujące się z prowadzenia gospodarstwa rolnego, hodowlanego lub ogrodniczego niemające członków rodziny zdolnych do zastąpienia ich w gospodarstwie,
- duchowni.

Komendant Główny mógł nadto zwolnić z całości lub części obowiązków inne osoby.
Pobór odbywał się na zasadach podobnych do przyjętych w wojsku i przeprowadzany był przez specjalne komisje, które powoływały młodzież do służby w PO SP rocznikami wg istniejących spisów ludności. Uchylanie się od stawiennictwa przed komisją groziło sankcjami, choć w praktyce rzadko były one stosowane. Junacy otrzymywali umundurowanie (bluza drelichowa, spodnie bądź spódnica drelichowa, płaszcz sukienny, furażerka, pas skórzany, pas parciany, orzełek „SP”, trzewiki juchtowe, pantofle skórzane męskie i żeńskie, kurtka watowana) i byli przydzielani do hufców.
Zgodnie z artykułem 18 ustawy, organami „Służby Polsce” była główna komenda oraz wojewódzkie, powiatowe (miejskie) i gminne komendy. Komendant główny był powoływany przez Prezydenta RP na wniosek Ministra Obrony Narodowej, zatwierdzony przez Radę Ministrów (artykuł 20 ustęp 1). W części ministerstw utworzono biura lub wydziały dla współdziałania z organizacją. Obsada komend składała się według ustawy między innymi z żołnierzy służby czynnej oraz rezerwy, a także instruktorów, kierowników robót i specjalistów, delegowanych przez właściwych ministrów. Powiatowym (miejskim) komendantom „Służby Polsce” powierzono między innymi prowadzenie ewidencji młodzieży, podlegającej powszechnemu obowiązkowi przysposobienia zawodowego, wychowania fizycznego i przysposobienia wojskowego. Koszty działania organizacji pokrywane były przez Radę Ministrów i poszczególne ministerstwa.
Jednostkami organizacji były brygady, bataliony, hufce i drużyny. Młodzież organizowano w jednostkach tworzonych w miejscach zamieszkania lub zatrudnienia – hufcach (miejskie, wiejskie, szkolne, zakładowe) oraz w ramach skoszarowanych oddziałów, w których dziewczęta i chłopcy pracowali z dala od domów – brygadach (operacyjne, inwestycyjne, rolne i inne).
Brygady SP pracowały między innymi przy: odbudowie Warszawy, budowie ośrodków przemysłowych (między innymi Nowa Huta), osuszaniu Żuław, w kopalniach i kamieniołomach.
Do specjalnych brygad, tak zwanych „nadkontyngentowych” pracujących w kopalniach i kamieniołomach wcielano przymusowo młodzież z grup społecznych uznawanych przez władze za wrogie politycznie (zamożni rolnicy, przedwojenni kupcy, przemysłowcy czy urzędnicy państwowi, mniejszość ukraińska). Na podstawie artykułu 1 ustawy z 2 września 1994 o dodatku i uprawnieniach przysługujących żołnierzom zastępczej służby wojskowej przymusowo zatrudnianym w kopalniach węgla, kamieniołomach i zakładach wydobywania rud uranu żołnierzom tych brygad przyznano dodatek do emerytury lub renty.

Organizacja politycznie kontrolowana była przez PPR (później PZPR) za pośrednictwem Związku Walki Młodych (ZWM), później ZMP, organizacyjnie powiązana z wojskiem. Organizacja prowadziła obowiązkowe przysposobienie zawodowe, wojskowe, wychowanie fizyczne oraz indoktrynację polityczno-ideologiczną. Artykuł 52 ustawy przewidywał, że kierownicy i instruktorzy: 

obowiązani są organizować naukę, pracę, ćwiczenia i spędzanie wolnego czasu młodzieży w taki sposób, by wyrobić w niej zamiłowanie do pracy nad odbudową kraju i zwiększeniem jego mocy, wpoić jej poczucie obowiązków obywatelskich i miłości Ojczyzny.

W 1949 do „Służby Polsce” należało około 1,2 mln osób. W 1953 ograniczono liczbę hufców i brygad oraz pracowników oraz wprowadzono zaciąg ochotniczy, zaś 17 grudnia 1955 uchwałą Rady Ministrów „Służba Polsce” została rozwiązana. Jej następcą zostały powołane w 1958 Ochotnicze Hufce Pracy.
Komendantem Powszechnej Organizacji „Służba Polsce” był Edward Braniewski (1948–1951), a następnie Aleksander Sław (1950–1955) i Jan Zajdel (1955–1956).

## W filmie
Działalność „Służby Polsce” w okresie powojennym przedstawiono w filmie Trzy opowieści z 1953 roku, a także w serialu Przyjaciele z 1979 roku (odc. 3. Praca) oraz w serialu Dom z 1980 roku (odc. 5 Ponad 200 czwartków). Nawiązania znalazły się również w filmie Miś Stanisława Barei z 1981 roku (piosenka Hej, młody junaku) oraz w serialu Czterdziestolatek Jerzego Gruzy z 1974 r. (odc. 1 Toast, czyli bliżej niż dalej) – wspomnienie pracy w SP razem z Wiesławem Gołasem.